# Памятник жертвам Форта VII (восточный берег Русалки)

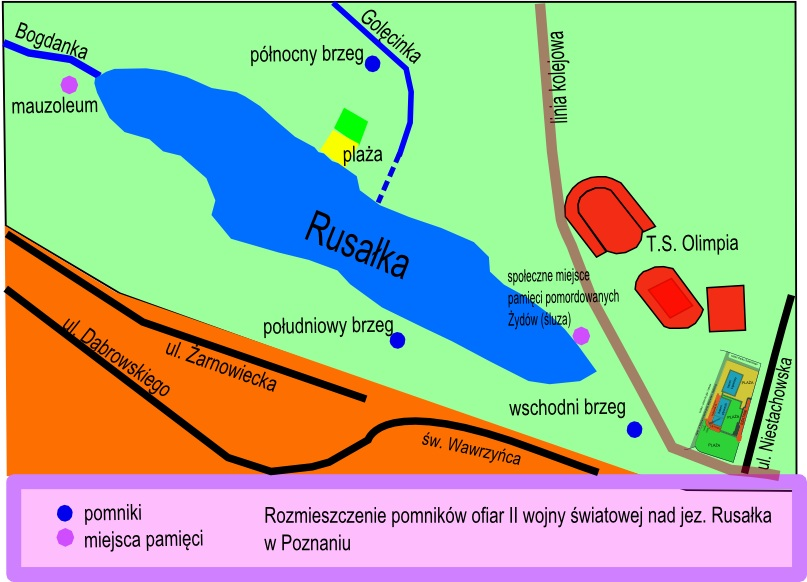
План памятников в окрестностях озера Русалка, Познань, Польша. Памятник двух тысячам казнённых обозначен на плане под номером 4.

Памятник жертвам Форта VII (пол. Pomnik ofiar Fortu VII) — памятник, находящийся в Познани (Польша) на восточном берегу озера Русалка. Памятник посвящён двух тысячам жертвам нацистского концентрационного лагеря Форт VII, убитым в 1940 году и является одним из четырёх памятников жертвам войны, расположенных в окрестностях озера Русалки.

## История
В последней четверти XIX века в Познани была построена Познанская крепость, состоящая из 18 фортов. В одном из этих фортов под номером № 7 с 1939 года по 1944 год существовал концентрационный лагерь Форт VII (нем. Fort VII KL, Konzentrationslager Posen), в котором по разным оценкам было уничтожено нацистами от 4500 до 20 тысяч польских граждан. Кроме концентрационного лагеря Форта VII в Познани находилась также тюрьма Гестапо, находившаяся в Доме солдат, в которой также производились убийства заключённых. Умершие в концентрационном лагере и убитые в тюрьме Гестапо хоронились в окрестностях озера Русалка. С 1940 года возле Русалки нацисты стали также производить расстрелы заключённых.
На восточном берегу Русалки в январе 1940 года было расстреляно около двух тысяч человек. Это место было самым большим местом казни заключённых концлагеря Форта VII. Расстрелы производили военнослужащие СС.
На месте казни после II Мировой войны был установлен памятник в память жертв расстрела. Памятник представлял собой стелу, которая находилась на двухступенчатом постаменте. С начала 90-х годов XX столетия памятник стал разрушаться и в настоящее время на месте бывшей стелы находится гранитная мемориальная доска с надписью на польском языке:

«Tu zostało straconych przez siepaczy hitlerowskich w styczniu 1940 roku 2000 najlepszych synów Ojczyzny. Cześć ich pamięci» (Здесь были расстреляны гитлеровскими приспешниками в январе 1940 года 2000 лучших сынов Отчизны. Честь их памяти".